# 内田元亨
内田 元亨（うちだ げんこう、1925年11月7日 - 1996年12月9日）は、日本の元通産技官官僚。

## 略歴
東京渋谷町（1932年から東京市渋谷区渋谷）出身。府立一中、一高、東京大学工学部機械学科卒業。1951年通産省入省。米国留学、通商局通産調査課、重工業局重工業課などを経て、当時の通産技官の最高ポストである重工業局鋳鍛造品課長に就任。在官中に論陣を張り、「住宅産業」というコトバを発信、広く世に知らしめた。
1969年に退官後、評論家、技術コンサルタントをしながら、先端工業技術開発を目的とする「わざ」社を設立。「わざ」は世界最大のエンジニアリング会社でCIAとの蜜月も囁かれたベクテルと合弁会社を作って、大分県地熱発電プロジェクトを手掛けていた。1989年から1993年の間には、全国長者番付の上位100位以内に顔を出していた。
1989年2月上旬あたりからはじめられた内田、フジタ、フジタから正式発注を受けたベクテル社との地熱発電事業もその後、1990年代半ば以降頓挫した。当該事業に対する国による債務保証の思惑に対して、1996年前後から対立関係にあった牧野力の次官就任阻止などの意図も介在し、内田が重工業局鋳鍛造品課長時代に同課係長にあった高島章（1963年入省、同期に牧野力ら。1995年特許庁長官で退官）と緊密な結びつきがあったことから、通産省4人組事件などと巷間いわれた省内外を巻き込んだ派閥闘争への関与が表面化した。その渦中にあった内田は1996年に自宅で虚血性心不全のため急死。享年71。